# Andrena basimacula
Andrena basimacula là một loài Hymenoptera trong họ Andrenidae. Loài này được Alfken mô tả khoa học năm 1929.